# Nepenthes rajah
Nepenthes rajah (Hook.f., 1859) è una pianta carnivora appartenente alla famiglia Nepenthaceae, diffusa nel Borneo malese.
È una pianta famosa per la produzione di ascidi di considerevoli dimensioni, dato che possono raggiungere l'altezza di 35 cm e la larghezza di 18 cm. Questi ascidi sono in grado di contenere 3,5 litri di acqua e più di 2,5 litri di enzimi digestivi.
N. rajah è una delle due nepente (l'altra è N. rafflesiana) per le quali è stata documentata la cattura come prede di piccoli mammiferi. Phillips, nel 1987 ha trovato due ratti annegati all'interno di due differenti ascidi di una Nepenthes rajah.
È capace di catturare anche altri piccoli vertebrati, come lucertole, rane e uccelli, sebbene si pensa che questi casi riguardino animali malati e di certo non rappresentano la norma. Generalmente, infatti, la maggior parte delle prede è costituita da insetti, soprattutto formiche.
Gli ascidi della nepente ospitano anche un grande numero di organismi animali commensali o simbionti. Molti di questi animali sono così legati agli ascidi della pianta che non sono in grado di sopravvivere lontano da essi e vengono chiamati Nepenthebionti. Due di questi sono i ditteri Culex rajah e Toxorhynchites rajah.

## Descrizione
Nepenthes rajah, come quasi tutte le specie del suo genere, è una pianta rampicante. Lo stelo di solito cresce adiacente al terreno, ma si arrampica ogni volta che viene in contatto con un oggetto in grado di sostenerlo. Lo stelo è relativamente sottile (≤30 mm) e può raggiungere la lunghezza di circa 6 m, sebbene raramente superi i 3 m.
N. rajah non produce stoloni come le altre nepente, ma le piante più vecchie producono dei getti basali. Questo è comune specialmente nelle piante che derivano da coltura tissutale.

### Foglie
Le foglie sono prodotte ad intervalli regolari lungo lo stelo, cui sono attaccate mediante i piccioli.
Dalla parte apicale di ogni foglia si diparte un viticcio lungo e stretto, che può raggiungere la lunghezza di 50 cm. Nella sua parte terminale si trova una piccola gemma che, se attivata fisiologicamente, si sviluppa in una trappola funzionante. Quindi gli ascidi sono foglie modificate e non fiori specializzati come spesso si crede.
Le foglie di N. rajah sono molto distinguibili e raggiungono grandi dimensioni. Possono essere lunghe fino ad 80 cm e larghe fino a 15 cm.
Sono peltate e di forma lanceolata, con il margine esterno ondulato. Il viticcio si diparte dalla parte inferiore della foglia, poco prima del meristema apicale. Questa caratteristica è più evidente in N. rajah che nelle altre nepente, con l'eccezione di N. clipeata.
Lungo ogni faccia della foglia corrono da tre a cinque venature longitudinali, e da queste si dipartono verso il margine fogliare delle venature pennate.

### Ascidi
Tutti gli ascidi delle Nepenthes condividono delle caratteristiche di base. Le trappole sono costituite da una coppa principale, che è coperta da un opercolo che impedisce all'acqua piovana di penetrare al suo interno e diluirne il contenuto enzimatico. Un anello di tessuto, il peristoma, circonda la bocca dell'ascidio. Un paio di "ali" frangiate attraversano la parte frontale delle trappole terrestri e servono presumibilmente per guidare gli insetti all'interno della bocca dell'ascidio. Queste ali sono assenti o molto ridotte negli ascidi aerei, che catturano principalmente insetti volanti.

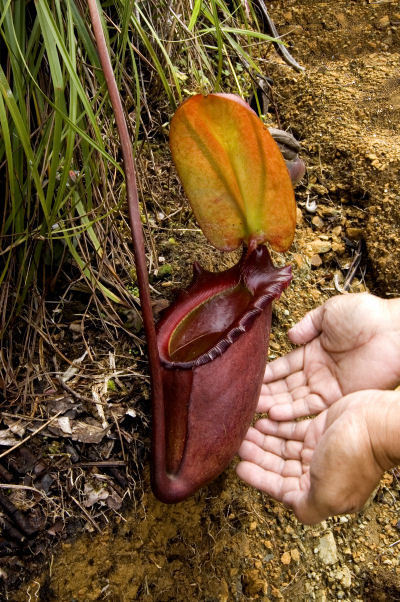
Ascidio terrestre di N. rajah

N. rajah, come la maggior parte delle nepente, produce due tipi di ascidi. Gli ascidi inferiori o terrestri sono i più comuni. Sono molto grandi, riccamente colorati e di forma ovoidale. L'attaccatura del viticcio si trova nella parte frontale della coppa dell'ascidio, vicino al peristoma ed alle ali. Gli ascidi di alcuni esemplari sono in grado di raggiungere l'altezza di 40 cm e la capacità di 3,5 litri di acqua e di più di 2,5 litri di fluido digestivo, sebbene la maggior parte non superi i 200 ml. Questi ascidi sono probabilmente i più grandi per volume di tutte le nepente, rivaleggiati solo da quelli di poche altre specie, quali la N. merrilliana, la N. truncata e la N. rafflesiana. Queste trappole si trovano sul terreno e sono spesso reclinate, appoggiandosi a qualsiasi oggetto in grado di sostenerle. Sono in genere di un colore che va dal rosso al porpora nella parte esterna, mentre la parte interna va dal verde al porpora. Gli ascidi inferiori di N. rajah sono inconfondibili e per questo motivo è facile distinguere questa specie da tutte le altre specie di Nepenthes del Borneo.
Le piante mature possono produrre, anche se raramente, degli ascidi superiori o aerei, più piccoli, imbutiformi e generalmente meno colorati di quelli terrestri. L'attaccatura del viticcio in questi ascidi si trova nella parte posteriore della coppa.
I due tipi di ascidi differiscono notevolmente nella morfologia poiché sono specializzati nella cattura di differenti tipi di prede. Gli ascidi che non ricadono in nessuna delle due categorie sono chiamati ascidi "intermedi".
Il peristoma presenta un margine dentato ben distinguibile che forma un attraente labbro attorno alla bocca dell'ascidio. Una serie di protrusioni rialzate, note come costole, intersecano il peristoma e, terminando in piccoli e corti denti, ne determinano il margine superiore. Due ali frangiate corrono dall'attaccatura del viticcio fino al margine inferiore del peristoma.
Il grande opercolo di N.rajah, il più grande del Genere, è un'altra caratteristica distintiva di questa specie. Ha una forma ovoidale o oblunga e presenta una chiglia che attraversa la sua parte mediana. Lo "sperone" posto dietro l'opercolo è lungo circa 20 mm.
Gli ascidi di N. rajah sono ricoperti da grandi ghiandole secernenti nettare che sono abbastanza diverse da quelle di altre Nepenthes. La superficie superiore dell'ascidio, in particolare, presenta da 300 a 800 ghiandole/cm2.

### Fiori

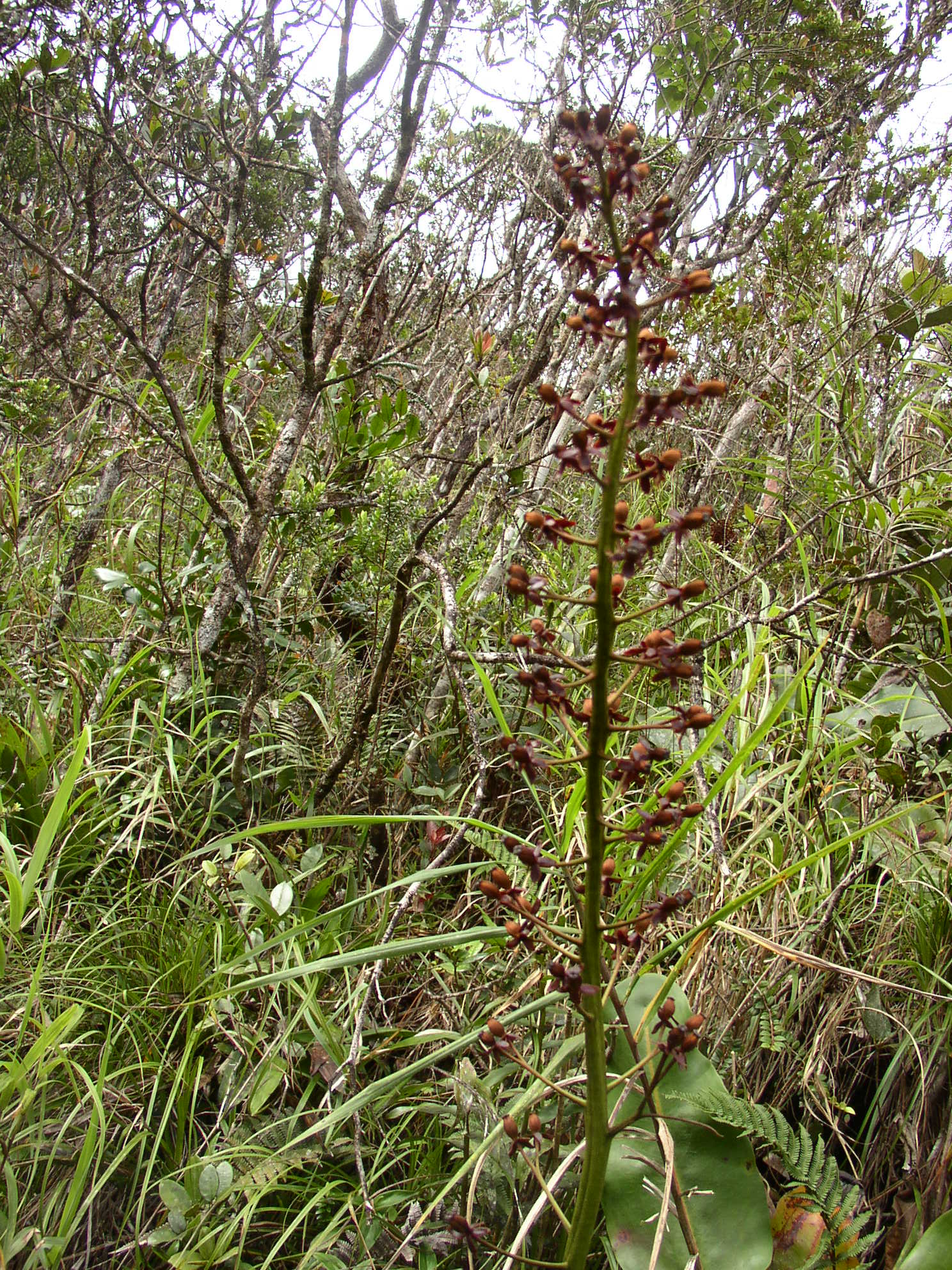
Infiorescenza (racemo) di N. rajah

N. rajah fiorisce durante tutto l'anno.
I fiori sono prodotti in grande numero e raccolti in racemi, infiorescenze con un singolo asse di ramificazione, che si sviluppano dall'apice dello stelo principale e che possono essere alte fino a 120 cm. Producono un forte odore zuccherino e sono di colore bruno-giallo.
I sepali sono ellittici o oblunghi e lunghi fino a 8 mm.
Come tutte le specie di Nepenthes, anche N. rajah è una pianta dioica, con fiori unisessuali presenti su piante maschili e femminili.
I frutti son arancio-bruni e lunghi da 10 a 20 mm.

### Altre caratteristiche
Il sistema radicale di N.rajah è notevolmente esteso, sebbene sia relativamente superficiale come nella maggior parte delle Nepenthaceae.
In tutte le parti delle piante giovani è presente l'indumentum, una copertura di peli lunghi e bianchi, che sono del tutto assenti nelle piante adulte.
A differenza di molte altre specie di nepente, nelle popolazioni naturali di N. rajah è stata osservata poca variabilità genetica e di conseguenza non sono state descritte né forme né varietà.

## Carnivorosità
Nepenthes rajah è una pianta carnivora appartenente alla varietà che presenta la trappola ad ascidio. È famosa perché occasionalmente intrappola vertebrati o persino piccoli mammiferi. Sono stati registrati almeno due casi di ritrovamento di ratti soffocati negli ascidi di N. rajah. La prima osservazione risale al 1862 da parte di Spenser St. John, che accompagnò Hugh Low a due scalate del Monte Kinabalu. Nel 1988, Anthea Phillipps e Anthony Lamb confermarono la plausibiltà di quella registrazione quando riuscirono ad osservare ratti soffocati in un largo ascidio di N. rajah. N. rajah è conosciuta anche per la cattura occasionale di piccoli vertebrati, includendo rane, lucertole e persino uccelli, sebbene questi casi riguardino probabilmente animali malati, o che cercano un riparo oppure dell'acqua nell'ascidio, e certamente non rappresentano la norma. Insetti, e particolarmente le formiche, costituiscono la maggior parte delle prede che rimangono intrappolate negli ascidi. Altri artropodi, come centopiedi, cadono anch'essi preda della N. rajah.
N. rafflesiana è l'unica altra pianta della specie Nepenthes in cui è ampiamente documentata, nel suo habitat naturale, la cattura di mammiferi  Nel Brunei, rane, gechi e scinchi sono stati trovati negli ascidi di questa specie. Sono stati riportati anche ritrovamenti di resti di topi.

## Simbionti
Sebbene le Nepenthes siano famose per la loro capacità di intrappolare e digerire varie specie animali, le loro trappole offrono anche ospitalità ad una grande varietà di organismi (denominati infauna). Questi includono larve di mosche e moscerini, ragni (principalmente il ragno granchio Misumenops nepenthicola), acari, formiche, e anche una specie di granchio, Geosesarma malayanum. I più comuni predatori rinvenuti negli ascidi sono le larve di zanzara, che si nutrono di molte altre larve durante il loro sviluppo. Molti di questi organismi sono tanto specializzati da non poter vivere in alcun altro luogo, e sono definiti nepenthebionti.[25]
Le complesse relazioni tra questi organismi e le piante ospitanti sono ancora non del tutto comprese. Va ancora verificato sperimentalmente se l'infauna "ruba" il cibo alle Nepenthes, o se è coinvolta in un rapporto simbiontico con esse, anzi, ciò è attualmente causa di considerevoli dibattiti. Clarke avanza l'ipotesi che la simbiosi sia una "situazione accettabile", poiché "l'infauna riceve un rifugio, protezione e cibo dalla pianta, mentre in cambio l'infauna contribuisce a demolire le prede, aumentare l'efficienza della digestione e mantiene basso il numero di batteri".
Dalla N. rajah prendono nome due specie di zanzare: Culex rajah e Toxorhynchites rajah, descritte da Masuhisa Tsukamoto nel 1989, basandosi su larve raccolte in ascidi di N. rajah sul Monte Kinabalu tre anni prima. Le due specie vivevano in associazione con larve di Culex (Lophoceraomyia) jenseni, Uranotaenia (Pseudoficalbia) moultoni e un taxon non descritto, Tripteroides (Rachionotomyia) sp. No. 2. Riguardo alla C. rajah, Tsukamoto ha notato che "la superficie corporea della maggior parte di larve è ricoperta da protozoi Vorticella vivi". Attualmente, niente si sa di queste specie sulla biologia adulta, habitat, o importanza medica come vettore di malattie. Lo stesso per T. rajah; non si sa nulla della sua biologia tranne che gli adulti non sono ematofagi.
Un'altra specie, Culex shebbearei, è stata registrata come organismo appartenente all'infauna di N. rajah in passato. La segnalazione originale, nel 1931, di F. W. Edwards si basa su un prelievo di H. M. Pendlebury nel 1929 da una pianta del Monte Kinabalu. Comunque, Tsukamoto annota che alla luce di nuove informazioni su questa specie, "sembra più probabile che la specie C. rajah sia una nuova specie identificata erroneamente in C. shebbearei per un lungo periodo, che sia C. shebbearei, sia C. rajah n. sp. vivano negli ascidi delle Nepenthes rajah del Mt. Kinabalu".

## Distribuzione e habitat
È endemica del Monte Kinabalu e del vicino Monte Tambuyukon, che si trovano a Sabah, nel Borneo malese.

Cresce esclusivamente su substrati serpentini, in particolare in aree in cui il suolo è permanentemente umido e povero di nutrienti.

Si sviluppa ad altitudini comprese tra i 1500 ed i 2650 m s.l.m. ed è quindi considerata una pianta sub-alpina.

## Conservazione
La Lista rossa IUCN classifica Nepenthes rajah come specie in pericolo di estinzione (Endangered).